# Benjamin Vanninen
Benjamin Vanninen (n. 29 iunie 1921, Sortavalan maalaiskunta⁠(d), Finlanda – d. 22 aprilie 1975, Heinola, Mikkeli Province⁠(d), Finlanda) a fost un schior de fond ce a reprezentat Finlanda, medaliat olimpic. A participat la o ediție a Jocurilor Olimpice (1948) în care a câștigat o medalie de bronz.

## Participări
Lista de mai jos prezintă principalele competiții la care a participat Benjamin Vanninen de-a lungul carierei.
- cross-country skiing at the 1948 Winter Olympics – men's 50 km[*]